# Stygocyathura orghidani
Stygocyathura orghidani là một loài chân đều trong họ Anthuridae. Loài này được Negoescu-Vladescu miêu tả khoa học năm 1983.